# ART (Dateiformat)
ART ist ein proprietäres Bilddateiformat von AOL. Ursprünglich wurde das komprimierende Format durch die Firma Johnson-Grace entwickelt, diese wurde aber vom Onlinedienst AOL aufgekauft. Die Kompression ist verlustbehaftet, ihre Intensität jedoch einstellbar bis herunter zu einem verlustfreien Speichermodus. Die Datei erhält .art als Endung.
ART-Dateien unterstützen eine Farbtiefe von 24 Bit, nutzen Ebenen für die progressive Anzeige über langsame Verbindungen (beispielsweise erst schnell ladbare Umrisse, dann Details, dann Schrift), und bieten ein Kommentarfeld für maximal 200 Zeichen. Wenn ein Bild ins ART-Format umgewandelt wird, analysiert die Software erst die Daten und entscheidet dann, welches Kompressionsverfahren angewendet wird.
ART wurde, neben dem kostenlos von Johnson-Grace verteilten Programmpaket ART Press, zeitweise von Microsoft vor allem im Webbrowser Internet Explorer unterstützt und von der Software Graphic Workshop Professional der Alchemy Mindworks Corp. AOL verwendete dieses Format in der Modemära – abgesehen von der Nutzung für eigene Inhalte –, um beim Internetsurfen im World Wide Web auftretende Bilder zu komprimieren und damit Wartezeiten beim Seitenaufbau zu reduzieren. Das Verfahren wurde über einen hauseigenen Proxyserver realisiert, über den bei der Nutzung der AOL-Software stets der WWW-Datenverkehr abgewickelt wurde.